# Erich Schilling
Pour les articles homonymes, voir Schilling.
Erich Schilling, né le 27 février 1885 à Suhl (Thuringe, Allemagne), et mort à Gauting (Bavière, Allemagne) le 30 avril 1945, est un dessinateur et caricaturiste allemand.

## Biographie
Erich Schilling est le quatrième enfant du fabricant d’armes Peter August Schilling (1832-1918) et de son épouse Emma Christiane Pause (1845-1933), la fille d’un enseignant de Suhl. Une maladie à la jambe à l’âge de 12 ans dégénère en un handicap qui lui épargne d’être mobilisé pendant la guerre. Schilling étudie à l’école d’arts décoratifs de Schwäbisch Gmünd et suit entre 1899 et 1902 une formation de graveur. En 1903, il étudie à l’école des Beaux-Arts de Berlin, où il réside jusqu’en 1918.
C’est en 1905 que paraissent ses premiers dessins pour le journal satirique proche du Parti social-démocrate d'Allemagne (SPD), Der wahre Jakob. En 1907, il publie pour la première fois une illustration dans Simplicissimus, journal auquel son nom reste lié. Durant le premier conflit mondial il participe activement à l'illustration du magazine de propagande Wieland fondé par Bruno Paul en avril 1915 et dont les bénéfices sont reversés à la Croix Rouge Allemande. En 1918, Schilling part à Starnberg près de Munich et devient associé dans la société qui publie le journal Simplicissimus. De 1907 à 1944, il est l’auteur de plus de 1400 contributions à Simplicissimus.
Après des essais à la manière du Jugendstil, Schilling apporte un style propre à Simplicissimus, d’abord avec des dessins rappelant les gravures sur bois médiévales qu'il emploie quasi exclusivement dans Wieland entre 1915 et 1919, puis des dessins au fusain de style Art déco. Avec Karl Arnold, il est, parmi les collaborateurs permanents du journal Simplicissimus, celui qui lui imprime le style des années 1920. À  côté de contributions, souvent sarcastiques, sur l’actualité, il crée surtout des illustrations dont l’objectif est la critique sociale. En 1928, par exemple, lorsque le Reichstag privilégie la construction d’un cuirassé de prestige à celle de logements sociaux, Schilling dessine un appartement  sombre et étroit, rempli d’habitants maigres et tristes, avec une légende ironique. Ou encore, un an plus tard, il accompagne l’annonce de la fusion de la Deutsche Bank avec la Disconto-Gesellschaft d’une représentation en noir et blanc du Géant Dedi (der Riese Dedi), habillé en banquier, assis devant un immense coffre et dévorant un plein bol de cadavres anémiques.
Alors qu’il avait vertement critiqué le national-socialisme avant 1933, il devient plus tard un fervent admirateur de l’idéologie dominante. Il dessine ainsi de magnifiques vitraux célébrant le parti pour une caserne à Ingolstadt. Schilling se suicide en avril 1945, lorsque les troupes américaines se rapprochent de Gauting, la commune près de Starnberg où il réside.
Des œuvres de Schilling sont conservées dans la Staatliche Graphische Sammlung à Munich.